# Alain Maréchal
Alain Maréchal (Maule, Yvelines, 27 de juliol de 1939) fou un ciclista francès. Com amateur, va guanyar una medalla de bronze al Campionat del món de Mig fons de 1965 per darrere del balear Miquel Mas i el belga Etienne Van der Vieren.
És fill del també ciclista Jean Maréchal.

## Palmarès
- 1965
  -  Campió de França amateur en mig fons